# The Pinker Tones
Pour les articles homonymes, voir Tones.
The Pinker Tones est un groupe de musique alternative espagnol, originaire de Barcelone. Formé en 2001, par Mister Furia (Salvador Rey) et Professor Manso (Alex Llovet), alias artistiques de ses deux membres, leur style musical se caractérise par la fusion des styles avec la présence de musique électronique, pop, funk, soul, bossa nova, breakbeat, swing, lounge et psychédélique. Leurs chansons sont composées en espagnol, français, anglais et allemand.
Reconnus au niveau national et international, leurs œuvres et leurs performances ont reçues de très bonnes critiques de la part des médias spécialisés du monde entier. Depuis la sortie de leur deuxième album, The Million Color Revolution (2005), sur leur propre label Pinkerland Records (fondé par le groupe et le label britannique Outstanding Records) et au niveau international sur le label alternatif Nacional Records, The Pinker Tones ont donné plus de 300 concerts dans plus de 40 pays.

## Biographie

### Première étape (2002—2012)

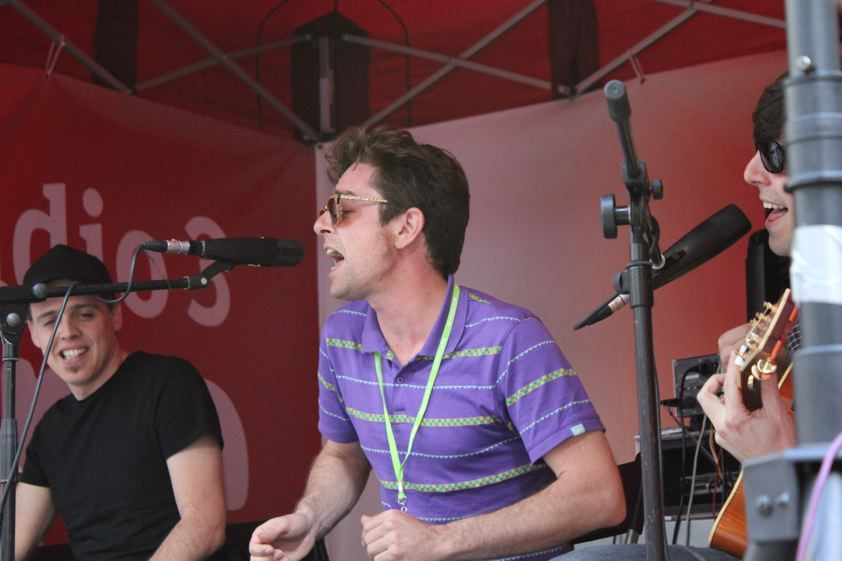
The Pinker Tones en 2010.

Dans Pinkerland, un petit studio sur le toit du centre de Barcelone, The Pinker Tones créent leur premier album, The Pink Connection (2002), sorti en 2003 au Japon sous le nom de Mission Pink sur le label japonais Rambling Records. L'album est réédité, sous le nom de The BCN Connection (2004), sur le label indépendant britannique Outstanding Records, dans le monde entier. Les vidéos de leurs singles Mais Pourquoi ? et Viva la Juventud commencent à apparaître sur MTV Europe et d'autres chaînes dans le monde. La vidéo de Mais Pourquoi ? passe 19 semaines dans le top 20 du MTV Dance Floor Chart espagnol.
Leur quatrième album studio, Modular (2010), comprend des chansons telles que The Whistling Song et Sampléame qui font partie des bandes sonores des jeux vidéo FIFA 09 et FIFA 11 respectivement (EA Sports). De même, la chanson Sampléame figure dans l'épisode 1x17 de la série télévisée américaine Switched at Birth de la chaîne ABC. Le groupe décide de donner l'album afin de rendre visible l'hypocrisie concernant le piratage de la musique et la diabolisation des utilisateurs par les administrations. Le cinquième et jusqu'en 2019 dernier album de musique électronique du groupe est Life in Stereo (2012).

### Seconde étape (depuis 2012)
En 2012, The Pinker Tones développe un nouveau projet destiné aux enfants appelé Flor y Rolf : une série de livres audio composée de compositions et d'histoires pour enfants, avec intelligence et sensibilité, qui transmettent des valeurs positives telles que le respect de la diversité et de la nature comme base du projet. Depuis lors, cette collection a été publiée en quatre volumes combinant livres et CD et mettant en musique et en chansons les aventures dans un simili-comédie musicale pour enfants : Flor y Rolf, Flor y Rolf en el Círculo Polar, Flor y Rolf en Londres et Flor y Rolf en el Amazonas,. Tous ont été accompagnés d'une tournée nationale présentant chaque œuvre dans de petits auditoriums et théâtres.
Tout au long de la carrière de Flor y Rolf, des artistes, qui avaient déjà participé à la précédente étape du duo, ont collaboré aux nouveaux enregistrements : Manu Chao, Albert Pla, Alex Borstein, Sílvia Pérez Cruz, Moreno Veloso, Judit Nedderman, Adrià Salas (La Pegatina), Virginia Maestro, Pere Jou (4RT Primera), David Brown (Brazzaville), Xavi Lozano, Jon Cottle, Juzz Ubach, Landry el Rumbero, Eva Wikström, Clara Cortés et DJ Niño, ce dernier accompagnant également The Pinker Tones en direct.
En 2016, ils « participent » au film El Pregón en écrivant et jouant les chansons des personnages principaux (Berto Romero et Andreu Buenafuente).

## Discographie
- 2004 : The BCN Connection
- 2005 : The Million Colour Revolution
- 2007 : More Colours! The Million Colour Revolution Revisited Twice
- 2008 : Wild Animals
- 2010 : Modular
- 2012 : Life in Stereo